# Roberto Klomp
Roberto Klomp (4 januari 1969) is een voormalig Nederlands profvoetballer die na zijn actieve loopbaan het trainersvak instapte.
Klomp speelde voor Vitesse en kwam in totaal tot 48 wedstrijden en drie goals voor de club uit Arnhem. Hij was drie jaar werkzaam als assistent-coach bij AGOVV Apeldoorn (2005-2008). In het seizoen 2006/2007 trad hij tijdelijk aan als hoofdcoach van de club uit Apeldoorn, nadat Rini Coolen op 21 februari 2007 ontslag had genomen, kort na de thuisnederlaag tegen FC Zwolle (1-2). Onder leiding van Klomp en Marco Heering werd slechts één duel gewonnen en eindigde AGOVV op de twintigste en laatste plaats in de eindrangschikking van de eerste divisie.
Hij trainde daarna diverse amateurclubs.